# Cerretani Bandinelli Paparoni
A família Cerretani Bandinelli Paparoni é um antigo clã de Siena, na Itália.

## História
A família tem origens também na frança e fonte seiscentescassustentam a tese de que os antepassados desta familia de origem ligada a nobilidade devam ter vindo à Itália em torno do ano 770 dc no séquito de Carlos Magno.
O primeiro membro de qual se tem notícia é o conde Bandinello, que em 1040 foi o primeiro consul de justiça da cidade de Siena
.
Bandinello teve dois filhos: Ranuccio e Gualfreduccio.

O primeiro deu origem a origem a família Bandinelli e que, a partir de Rolando Bandinelli (Laurentius Rolando Bandinelli), nascido em 1105 foi aclamado Papa Alexandre III (1159-1181). Em seguida a tal eleição, à familia se atribuiu também o sobrenome Paparoni, permanecendo assim, Bandinelli Paparoni
Gualfreduccio, senhor de Cerreto, deu origem à família Cerreto que se divide, sucessivamente, em dois ramos em Siena: os Cerretani Bandinelli e outros de Firenze com ramificações em Bologna.
Portando, o sobrenome Cerretani derivou da denominação: dominorum de Cerreto, ou o Senhor de Cerreto, como referência às terras e ao castelo chamado de "Cerreto Ciampoli", do nome de "Ciampolo", uma pessoa expoente desta família.
A família foi proprietária no final do século XIII do palácio e torreão Cerretani na praça do Campo, em Siena até o final do século XIX. Posteriormente, parte do palácio foi vendida; uma pequena parte que havia restado em posse da família, em 1944.
A família reside ainda em Siena. E, em Siena, um de seus célebres no século XX - arqueólogo e historiador foi Ranuccio Bianchi Bandinelli. Na história recente, além de Siena se tem a noticia de ramificações da família nas cidades italianas de Firenze, Terni, Bologna e Roma.

## Titulos de Nobreza
A família é inscrita na lista oficial da nobreza italiana com o titulo de condes (6 de abril de 1767) e cidadãos honorários de Siena

## Brasão
Vermelho e castelo em prateado. E sobre o escudo a tiara papal e as chaves cruzadas do pontífice Papa Alexandre III.

## Correlações
Giovanni Paparoni